# 懷特克勞德鎮區 (愛荷華州米爾斯縣)
懷特克勞德鎮區（英語：White Cloud Township）是位於美國愛荷華州米爾斯縣的一個行政鎮區。

## 地方資料
根據2010年美國人口普查的數據，懷特克勞德鎮區的面積為99.76平方千米，當中陸地面積為98.77平方千米，而水域面積為0.99平方千米。當地共有人口168人，而人口密度為每平方千米1.68人。